# Karl Wallenda
Karl Wallenda (21 janvier 1905 à Magdebourg, en Allemagne - 22 mars 1978 à San Juan, Porto Rico) est un acrobate, funambule et artiste de haute voltige. D'une famille allemande, il mène les "Flying Wallendas" jusqu'à sa mort.

## Enfance
Karl Wallenda a commencé à s'entraîner dès l'âge de six ans dans le cercle familial.

## Apport personnel au funambulisme
Karl est l'inventeur d'une figure appelée "la pyramide à 7 personnes". 4 hommes avec des balanciers supportent sur l'épaule gauche une longue tige métallique. Sur cette tige, deux autres hommes, les jambes tendues tenaient une seconde tige de métal et tout en haut au 3ème niveau, sur une chaise tenue en équilibre, sa femme (épousée en 1926) était debout et souriait. Cela se passait en 1956, il avait 51 ans.
Un soir, sous un chapiteau de New York, alors qu'ils étaient à mi-parcours, une panne d'électricité les privent de lumière. Karl tonne "surtout, on ne bouge pas !". La panne va durer un quart d'heure les obligeant à rester en place, jambes tendues, accusant un poids devenant intolérable. La lumière revint enfin et, exténués, ils purent terminer leur numéro. En 1962, à Détroit, lors d'une nouvelle représentation de cette figure, son neveu Dieter qui faisait partie des 4 hommes de base, donnait des signes de nervosité. Agitant son balancier de façon saccadée, il se mit à crier "je ne tiens plus, je ne tiens plus" et il est tombé entraînant tout le monde dans sa chute. Conséquence: Dieter et un autre de ses neveux furent tués sur le coup, son fils Mario paralysé à vie. Traumatisé par l'accident, Karl a décidé de ne plus jamais reproduire cette figure.
Personne n'a jamais reproduit cette figure artistique à haut risque.

## Décès
À l'âge de 73 ans, le 22 mars 1978, Wallenda tente une traversée non sécurisée entre deux tours à San Juan, Puerto Rico. Le pari est risqué car l'endroit est célèbre pour les vents violents qui surgissent de façon totalement aléatoire. Les portoricains présents lors de la traversée ne connaissent que trop bien ces rafales récurrentes. Karl a déjà parcouru 70m, il n'est plus qu'à 20m de l'objectif quand de violentes rafales de vent le font chuter mortellement d'une hauteur de 37 mètres.